# Nyssia graecazonaria
Nyssia graecazonaria là một loài bướm đêm trong họ Geometridae.